# Az igenember
Az igenember (eredeti cím: Yes Man) 2008-ban bemutatott brit-amerikai romantikus filmvígjáték, melyet Nicholas Stoller, Jarrad Paul és Andrew Mogel forgatókönyve alapján Peyton Reed rendezett. A film alapjául Danny Wallace brit humorista (aki cameoszerepben is feltűnik a filmben) 2005-ös Yes Man című könyve szolgált. A főszerepben Jim Carrey, Zooey Deschanel, Bradley Cooper és John Michael Higgins látható.
Az Amerikai Egyesült Államokban 2008. december 19-én került a mozikba, míg az Egyesült Királyságban egy héttel később, december 26-án mutatták be. A magyarországi premier a következő évben, 2009. január 15-én volt. 
A vígjáték bevétel szempontjából sikeresnek bizonyult (világszerte 223 millió dollárt termelt), azonban kritikailag vegyes értékeléseket kapott.

## Rövid történet
Egy sikertelen hivatalnok egy motivációs guru tanácsára megfogadja, ezentúl minden lehetőségre igent mond az életben. Döntése megváltoztatja egész életét, ugyanakkor zűrös helyzetekbe is kerül.

## Cselekmény
Carl Allen hitelügyekkel foglalkozó banki tisztviselő egyedül éli életét, amióta felesége, Stephanie elvált tőle. Rendszeresen ignorálja barátait, Pete-t és Rooney-t, miközben egyre negatívabban látja az életét. Egyik nap egy régi munkatársa, Nick Lane tanácsára ellátogat egy sikerszemináriumra, mely a résztvevőknek azt javasolja, merjenek igent mondani az új lehetőségekre. A szemináriumot vezető guru, Terrence Bundley mindenki előtt megfogadtatja Allennel, hogy mostantól minden kínálkozó lehetőségre, kérésre vagy meghívásra igent fog mondani.
A gyűlés után Carl vonakodva igent mond egy hajléktalan férfi kérésére és elviszi őt az Elysian Parkba, ahol kifogy a benzin az autójából. A kiábrándult Carl egy benzinkúton találkozik egy Allison nevű fiatal nővel. Allison visszaviszi őt a motorján az autójához és búcsúzáskor megcsókolja a férfit. A pozitív tapasztalat hatására Carl folytatja a mindenre igent mondás gyakorlatát. Ám miután elutasítja idős szomszédja, Tillie orális szexre vonatkozó ajánlatát, balszerencsék sorozata éri – ezt figyelmeztetésként értelmezve visszamegy Tillie-hez és legnagyobb meglepetésére kellemes élményben részesül.
Carl elkezd élni minden kínálkozó lehetőséggel: ennek következményeképpen megerősödik barátsága Pete-tel és Rooneyval, szorosabb kapcsolatot épít ki főnökével, Normannel, segít Pete menyasszonyának, Lucynak egy buli megszervezésében, koreai nyelven kezd el tanulni, stb. A munkahelyén előléptetik és újonnan szerzett gitártudásával megakadályoz egy öngyilkossági kísérletet. Egy zenekar koncertjére eljutva az énekesnő személyében ráismer Allisonra és hamarosan randevúzni kezdenek. A reptéren egy spontán ötlettől vezérelve felszállnak a legelső induló repülőgépre és eljutnak a nebraskai Lincolnba. Allison össze akar költözni Carllal, de a férfi még bizonytalan. A visszaút előtt az FBI ügynökei feltartóztatják a különc viselkedése és hobbijai miatt terroristának tűnő Carlt. Ügyvédje, Pete a helyszínre utazik és megmagyarázza Carl viselkedésének valódi okát, a motivációs szemináriumon tett fogadalmat. Allison ezt hallva kételkedni kezd a férfi romantikus érzéseinek őszinteségében és bizalmatlansága miatt elhagyja őt.
Ezt követően Carl élete ismét rosszabbá válik, ennek ellenére nagyszerű bulit szervez Lucynak, melyen barátait, Normant és Rooneyt összehozza egy koreai lánnyal, illetve Tillie-vel. A buli után Stephanie zokogva felhívja Carlt, mert új párja átverte őt. Carl a nő lakására megy megvigasztalni volt feleségét, de amikor Stephanie megcsókolja és együtt akarja tölteni vele az éjszakát, Carl udvariasan visszautasítja az ajánlatot. Miután nemet mond, élete megint negatív fordulatot vesz, ezért Carl úgy dönt, a motivációs gyűlésen felbontja a szerződését.
A gyűlésen elbújik Terrence autójába, azzal a céllal, hogy feloldozást nyerjen a szerződés alól. Carl azonban akaratlanul balesetet okoz és mindkét férfi kórházba kerül. Terrence magyarázata szerint a szerződés célja csupán Carl ráébresztése volt az új lehetőségek befogadására, nem pedig szabad akaratának a korlátozása. A megkönnyebbült Carl meglátogatja Allisont és bevallja neki, még nem áll készen összeköltözni vele, de ennek ellenére szereti őt. Nézeteltéréseiket rendezve megcsókolják egymást és folytatják kapcsolatukat.

## Szereplők
| Színész              | Szerep                            | Magyar hang         |
| -------------------- | --------------------------------- | ------------------- |
| Jim Carrey           | Carl Allen                        | Kerekes József      |
| Zooey Deschanel      | Allison                           | Nagy-Németh Borbála |
| Bradley Cooper       | Peter; Carl legjobb barátja       | Rajkai Zoltán       |
| John Michael Higgins | Nick Lane                         | Háda János          |
| Rhys Darby           | Norman "Norm" Stokes; Carl főnöke | Schnell Ádám        |
| Maile Flanagan       | Janet                             | Törtei Tünde        |
| Danny Masterson      | Rooney                            | Csőre Gábor         |
| Terence Stamp        | Terrence Bundley                  | Barbinek Péter      |
| Sasha Alexander      | Lucy Burns; Peter menyasszonya    | Zsigmond Tamara     |
| Molly Sims           | Stephanie; Carl exfelesége        | Sánta Annamária     |
| Aaron Takahashi      | Lee                               |                     |
| Fionnula Flanagan    | Tillie; Carl idős szomszédja      | Gyimesi Pálma       |
| Sean O'Bryan         | Ted                               | Hajdu Steve         |
| John Cothran         | Tweed                             | Jantyik Csaba       |
| Spencer Garrett      | Multack                           | Epres Attila        |
| Rocky Carroll        | Wes                               |                     |
| Vivian Bang          | Soo-Mi                            |                     |
| Luis Guzmán          | öngyilkosjelölt                   | Elek Ferenc         |
| Danny Wallace        | gyűlés résztvevője (cameoszerep)  |                     |
| Brent Briscoe        | Hajléktalan fickó                 | Pálfai Péter        |